# Fri rörlighet för kapital
Fri rörlighet för kapital är en av de fyra friheterna inom Europeiska unionen och en central del av den inre marknaden. Den fria rörligheten för kapital innebär att kapital (till exempel pengar och värdepapper) kan överföras fritt mellan medlemsstaterna, utan kapitalrestriktioner. Det innebär bland annat att en fysisk eller juridisk person kan investera i andra medlemsstater. Den fria rörligheten för kapital gäller som regel även mellan en medlemsstat och ett tredjeland utanför unionen.
Viss rörlighet för kapital var en del redan av Romfördraget 1958, men var då begränsad till att huvudsakligen understödja den fria rörligheten för varor. Den fria rörligheten för kapital var den sista av de fyra friheterna att införas; den genomfördes den 1 juli 1990, då ett direktiv om fri kapitalrörlighet genomfördes och den första etappen av Ekonomiska och monetära unionen inleddes. Genom Maastrichtfördraget 1993 utökades den fria rörligheten för kapital till att gälla mer generellt, särskilt införandet av en gemensam valuta, euron. En viktig del i förenklandet av betalningar inom unionen är inrättandet av det gemensamma eurobetalningsområdet, som innebär samma rutiner för betalningar inrikes och mellan EU-länder, vilket dock endast gäller valutan euro. De länder som inte har infört euro har inte samma fria rörlighet för kapital, vilket yttrar sig i valutakursförluster, avgifter och särskilda rutiner för transaktioner.
För att ytterligare underlätta kapitalrörelser inom unionen och integrera de olika kapitalmarknaderna har Europeiska kommissionen även varit pådriven i att skapa en kapitalmarknadsunion (KMU).

## Begränsningar
Begränsningar i den fria rörligheten för kapital regleras av artikel 65 i fördraget om Europeiska unionens funktionssätt. Begränsningar får till exempel införas med hänsyn till allmän ordning eller allmän säkerhet. Vid tre tillfällen har medlemsstater i EU eller EES infört restriktioner i den fria rörligheten för kapital.

### Cypern
Som en följd av sin ekonomiska kris införde Cypern i mars 2013 kapitalkontroller som första medlemsstat någonsin i Europeiska unionen. Det gällde gränser på medförande av kontanter vid utresa, på användande av cypriotiska kort utomlands och vissa andra begränsningar vid utförsel, samt gräns för kontantuttag i banker. Cyperns införande av kapitalkontroll granskades av Europeiska kommissionen och förklarades vara i överensstämmelse med unionens regler om möjliga undantag från den fria rörligheten av kapital när den nationella stabiliteten eller säkerheten står på spel. Åtgärderna kontrolleras löpande av kommissionen för att säkerställa att åtgärden inte går utöver vad som är nödvändigt för att säkerställa Cyperns nationella stabilitet och säkerhet. I början av 2014 upphävdes delar av restriktionerna och resterande restriktioner upphävdes den 6 april 2015.

### Island
Island, som omfattas av den inre marknaden och de fyra friheterna genom EES-avtalet, införde kapitalkontroller under 2013 i samband med en bankkris. Dessa restriktioner lyftes den 12 mars 2017.

### Grekland
I slutet av juni 2015 införde Greklands regering begränsningar i den fria rörligheten för kapital in och ut ur landet. Kontantuttag begränsades till 60 € per dag. Detta till följd av de strandade förhandlingarna mellan regeringen och landets långivare Internationella valutafonden, Europeiska kommissionen och Europeiska centralbanken,  och de stora kontantuttag och utförsel av pengar som skett under en tid innan. Den 20 juli 2015 öppnade bankerna igen, men kapitalkontrollerna kvarstod. I slutet av augusti 2019 meddelade den grekiska regeringen att de sista kapitalkontrollerna skulle upphöra, med verkan från den 1 september 2019.